# Морама, Тсхотлего
Тсхотлего Морама (англ. Tshotlego Morama; род. 2 февраля 1987, Летлхакане, Центральный округ) — ботсванская паралимпийская спортсменка, легкоатлетка, специалистка по бегу на короткие дистанции (категория T46). Выступала за сборную Ботсваны по лёгкой атлетике в 2000-х годах, чемпионка летних Паралимпийских игр в Афинах, победительница Всеафриканских игр в Алжире, обладательница рекордов Африки и мира в различных спринтерских дисциплинах.

## Биография
Тсхотлего Морама родилась 2 февраля 1987 года в поселении Летлхакане Центрального округа Ботсваны.
Наибольшего успеха в своей спортивной карьере добилась в 2004 году, когда вошла в основной состав ботсванской национальной сборной и благодаря череде удачных выступлений удостоилась права защищать честь страны на летних Паралимпийских играх в Афинах — Ботсвана впервые участвовала в Паралимпийских играх, и Морама была здесь единственной спортсменкой в своей делегации. В беге на 400 метров (категория T46) она обошла всех своих соперниц на дистанции и тем самым завоевала золотую паралимпийскую медаль. При этом установила мировой рекорд в данной дисциплине, показав результат 55,99 секунды.
После афинских Игр Морама осталась в составе легкоатлетической команды Ботсваны и продолжила принимать участие в крупнейших международных соревнованиях. Так, в 2007 году она одержала победу на Всеафриканских играх в Алжире, где также установила новый африканский рекорд в беге на 200 метров.
Должна была стартовать на Паралимпийских играх в Пекине, где так же являлась единственной представительницей ботсванской сборной, однако незадолго до начала Игр вынуждена была сняться с соревнований из-за травмы.
Долгое время Тсхотлего Морама оставалась единственной спортсменкой Ботсваны, выступавшей на Паралимпийских играх — в 2012 году ботсванский спортсмен не смог выступить из-за проблем с финансированием, и следующее участие страны в Паралимпийских играх состоялось лишь в 2016 году в Рио-де-Жанейро.